# Natalus
Natalus es un género de murciélagos microquirópteros de la familia Natalidae.

## Características
Son murciélagos delgados y delicados, con colas inusualmente largas y con las orejas en forma de embudo. Son pequeños, de 3,5 a 5,5 cm de longitud, de color marrón, gris o piel rojiza. adicionalmente se puede indicar que presentan un trago reducido poseen pelos largos y el labio inferior presenta una ligera emarginación en parte central. La glándula rostral denominada órgano natálido puede variar entre las especies presentándose mayoritariamente en los machos. Al igual que muchos otros murciélagos, son insectívoros, y descansan en cuevas.

## Distribución
Se distribuye desde México hasta Brasil y las islas del Caribe.